# Erwin Trojan
Erwin Trojan (* 13. September 1888 in Karlsbad, Österreich-Ungarn; † 7. November 1957 in Altlengbach) war ein österreichischer Blasmusikkomponist.

## Leben
Erwin Trojan kam 1902 mit 14 Jahren zu den Tiroler Kaiserjägern. 1904 begann er ein Musikstudium am Salzburger Mozarteum im Hauptfach Trompete. Nach seinem Studium kehrte er nach Karlsbad zurück und spielte im dortigen Kurorchester. Bis zum Ausbruch des Ersten Weltkrieges war er Trompeter in einer Bordkapelle bei der Hamburg-Amerika Linie. Dazwischen war er an der Flämischen Oper beschäftigt. Nach dem Ersten Weltkrieg wohnte er in Innsbruck und gründete die Eisenbahnerkapelle. In dieser Zeit schrieb Trojan seinen wohl bekanntesten Marsch, den Ruetz-Marsch, der einem befreundeten Priester gewidmet war. Im Jahr 1933 übersiedelte Erwin Trojan von Innsbruck nach Altlengbach. Bei Ausbruch des Zweiten Weltkrieges wurde Erwin Trojan nach Jütland versetzt und geriet dort in englische Gefangenschaft. Bei seiner Rückkehr hatte er 16 Stücke auf Abfallpapier komponiert. Das kompositorische Schaffen umfasst mehr als 200 Werke für Blasorchester.

## Werke (Auszug)
- Ruetz-Marsch (1924)
- Dir zum Gruß, Marsch
- Ballklänge, Polka
- Die erste Blume, Schottisch
- Felsenfest-Marsch
- Ohne Rast, Marsch
- Freiheit hoch, Marsch
- Kriegers Abschied, Trauermarsch
- Dein gedenk ich, Trauermarsch
- Der ewige Friede, Trauermarsch
- Dem Entschlafenen, Trauermarsch